# 无线电接收机
无线电接收机（英語：Radio receiver），也被称为无线电收信机，是一种从天线接收并解调无线电信号的电子设备，主要用于传送声音與图像信息等。人们日常生活中用到的收音机、电视机、卫星电视接收器、呼叫器和GPS等都是无线电接收机。

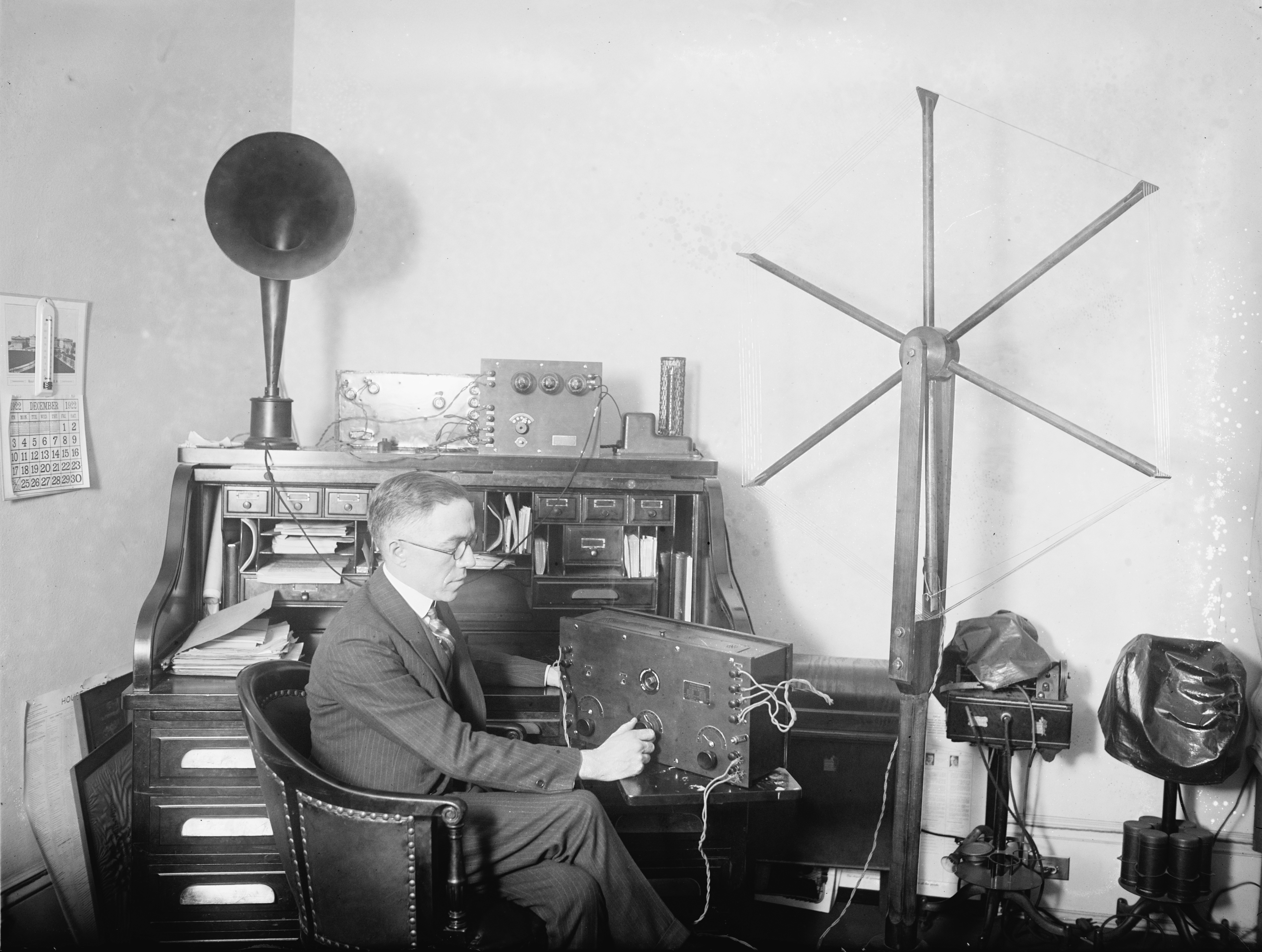
1922年无线电接收机

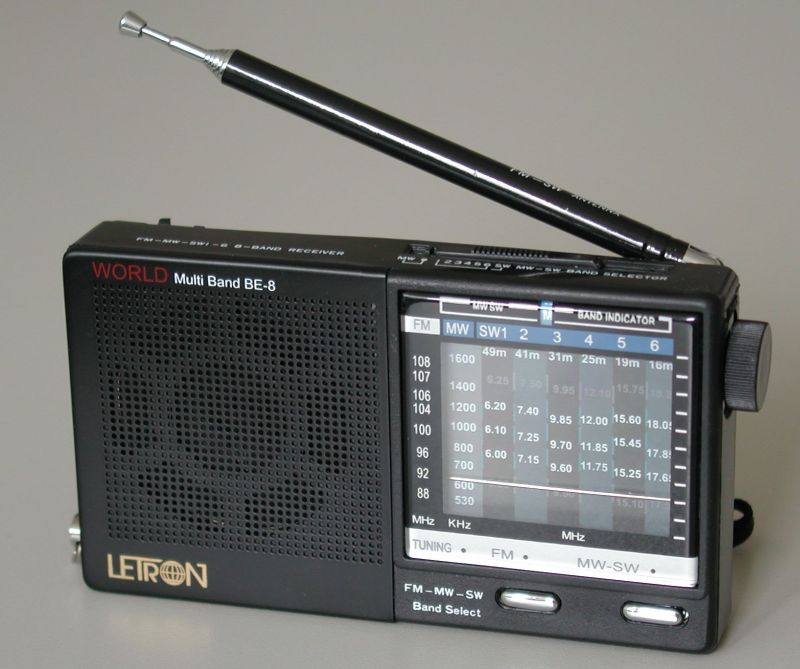
一台现代的使用大规模集成电路的多波段袖珍收音机

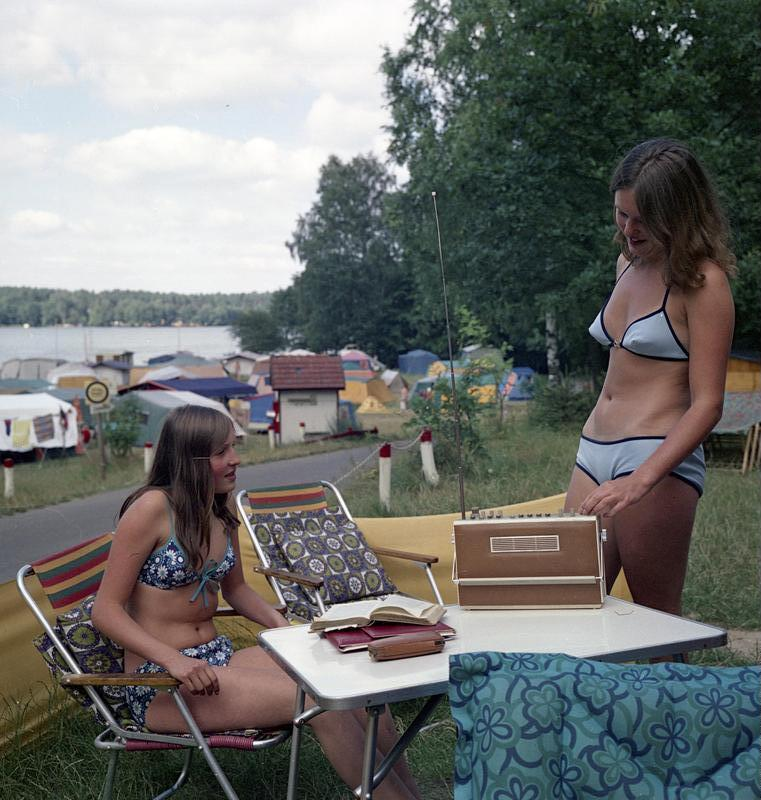
1974年的手提收音機

## 定義
一般来说，无线电接收机常指收音机（与此相对的还有无线电收报机，雷达信号接收机也属于此类），指的是由调谐器、前置放大器和功率放大器组成的，放在一个盒子里的电子电路。一些較舊的接收机还有扬声器。 在高保真或者家庭影院系统中这是一种很普通的设备，然而一些音響愛好者们相信一个独立的调谐器能提供更高质量的表现力和声音效果。 接收机通常是一个精密的家庭影院系统的核心，它提供可选择的音源输入给各种放声设备，诸如电唱机、CD播放機和卡带播放机；视频设备（即錄影機、DVD播放机、电视游戏机和电视机）。现代接收机正在趋向于淘汰唱盘机和卡带机，而提供数字信号处理器使之放出的声音效果可以像在音乐厅现场那样真实。现今数字音频 S/PDIF连接口已经很普及了。
一些现代接收机可以在七个扩音喇叭和一个附加的重低音声道发送音频，还附带耳机插孔以方便使用耳机。支持立体声或者环绕声的接收机的价格差异范围非常大，包含一个高质量单元的接收机有时相当便宜—在美国可能低于200美元或者更少。在中国国内，有些厂商因为激烈竞争，生产一些低于10美元的接收机，这些廉价接收机使用数字解码单元和双声道耳机以及AAA电池组。因为现代接收机是纯粹的电子设备，它和机电设备（例如：机械的转盘或卡带回放机）不一样，它并不包含移动部件，所以它能无故障的运行多年。近年来，整合家庭影院系统变得很普遍，它通常与DVD播放机、环绕音响整合在一起。用户只需简单的将它连接到电视机、其他设备和扩音喇叭就可以使用。
自供电收音机有一个自带手摇发电机，可以在紧急情况下接受外界的信息。

## 其它类型的无线电接收机

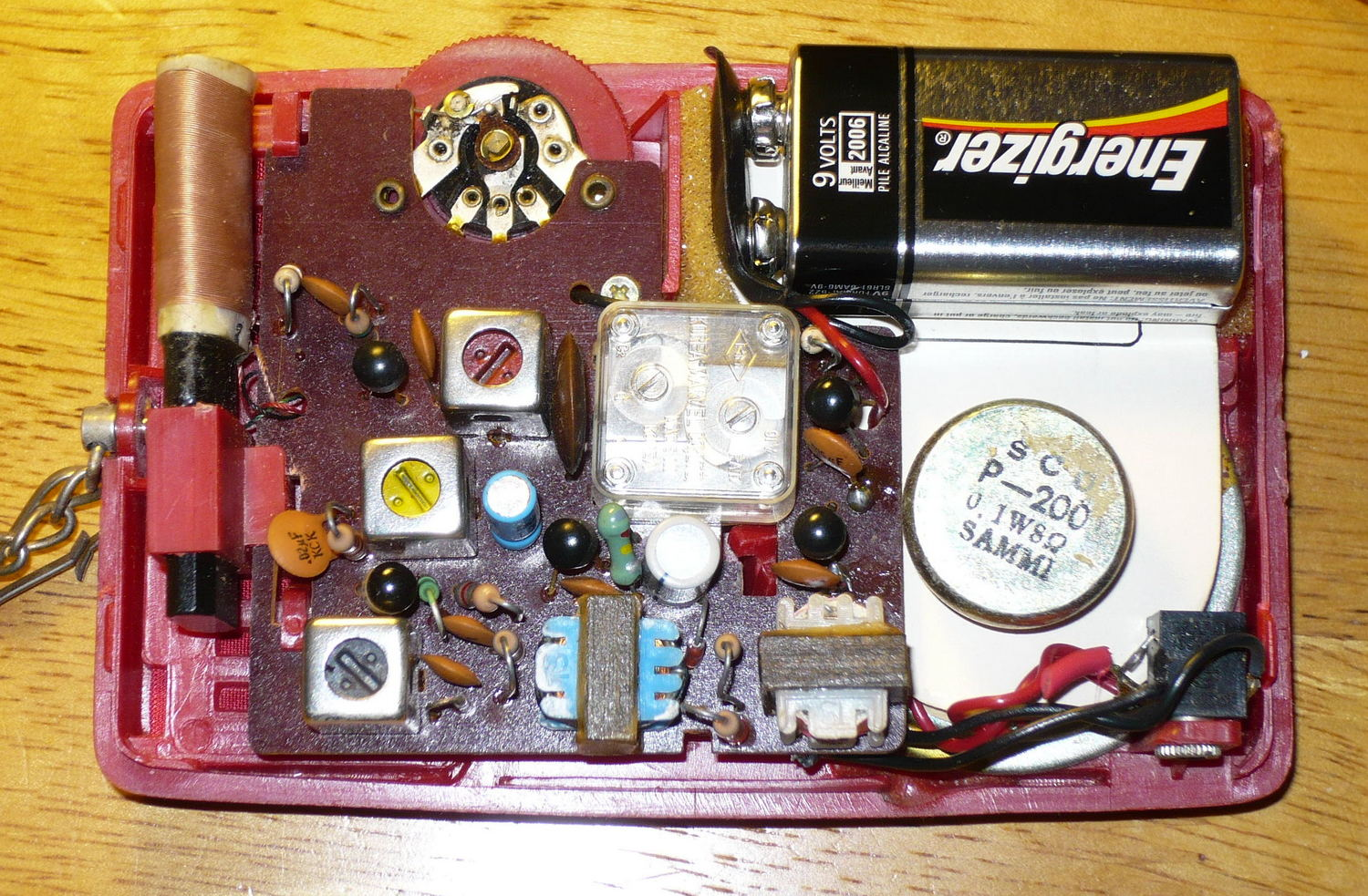
1974年香港晶体管超外差收音机线路

| - 通讯接收机 - 矿石收音机 - 直接轉換接收機 - 低IF接收機 - GPS - Neutrodyne無線電接收機 - 再生無線電接收機 | - 卫星接收机 - 超外差接收机 - 遥感接收机 - 电视机 - 晶体管收音机 - 调谐式射频接收机 |

## 高保真和家庭影院制造商
| - 爱华(Aiwa) - Denon - Harman Kardon - 安橋(Onkyo) - JVC - 健伍(Kenwood) - 馬蘭士(Marantz) - NAD | - Nakamichi - 松下(Matsushita/Panasonic) - 先锋(Pioneer) - 索尼(Sony) - Teac - 雅马哈(Yamaha) |

## 参看
- 扬声器
- 无线电通讯
- 发射机
- 矿石收音机
- 數位聲音廣播
- 失真
- 電信